# Kanton Mâcon-Nord
Mâcon-Nord is een voormalig kanton van het departement Saône-et-Loire in Frankrijk. Het werd opgeheven bij decreet van 18 februari 2014, met uitwerking op 22 maart 2015. De gemeenten werden opgenomen in het nieuwe kanton Hurigny met uitzondering van Sancé en Mâcon (deel), die werden opgenomen in het kanton Mâcon-1

## Gemeenten
Het kanton Mâcon-Nord omvatte de volgende gemeenten:
- Berzé-la-Ville
- Charbonnières
- Chevagny-les-Chevrières
- Hurigny
- Igé
- Laizé
- Mâcon (deels, hoofdplaats)
- Milly-Lamartine
- La Roche-Vineuse
- Saint-Martin-Belle-Roche
- Sancé
- Senozan
- Sologny
- Verzé